# Середньоургальське сільське поселення
Середньоурга́льське сільське поселення (рос. Среднеургальское сельское поселение) — сільське поселення у складі Ульчського району Хабаровського краю Росії.
Адміністративний центр — село Середній Ургал.

## Населення
Населення сільського поселення становить 382 особи (2019; 521 у 2010, 671 у 2002).

## Склад
До складу сільського поселення входять:
| Населений пункт      | Населення, осіб (2002) | Населення, осіб (2010) |
| -------------------- | ---------------------- | ---------------------- |
| Веселий, селище      | 80                     | 54                     |
| Середній Ургал, село | 591                    | 467                    |